# ناحية مسعدة
ناحية مسعدة إحدى نواحي سوريا تتبع إداريّاً لمحافظة القنيطرة منطقة القنيطرة ومركزها بلدة مسعدة، ناحية مسعدة محتلة بالكامل من قبل إسرائيل منذ حرب 1967 ومعظم بلداتها وقراها مُدمّرة.

## بلدات وقرى ناحية مسعدة[1]
مسعدة,مجدل شمس,عين قنية,بقعاثا,الغجر، زعورة ، عين فيت